# P. Ramachandran
Parthasarathy Ramachandran (* 15. Juli 1921 in Korukkai, North Arcot, Präsidentschaft Madras, Britisch-Indien; † 24. Mai 2001 in Tamil Nadu) war ein indischer Politiker des Indischen Nationalkongresses (INC) sowie der Janata Party (JNP), der unter anderem zwischen 1977 und 1980 Mitglied der Lok Sabha war. Er war von 1977 bis 1979 Energieminister sowie zwischen 1982 und 1988 Gouverneur von Kerala.

## Leben
Ramachandran, Sohn von A. Parthasarathi, absolvierte ein Studium an der University of Madras und schloss dieses mit einem Master of Arts (M.A.) ab. Er war als Landwirt tätig und trat 1940 als Mitglied dem Indischen Nationalkongresses (INC) bei, dem er bis 1969 angehörte. Im Bundesstaat Madras war er zwischen 1953 und 1955 Vorsitzender des Youth Congress, der Jugendorganisation des INC, sowie 1955 Sekretär des Empfangskomitees beim Parteitag des INC-Verbandes Madras in Avadi. 1957 wurde er für den INC zum Mitglied der Legislativversammlung von Madras (Madras Vidhan Sabha) gewählt und gehörte dieser nach seiner Wiederwahl 1962 als Vertreter des Wahlkreises Peranamallur bis 1967 an. Während seiner Parlamentszugehörigkeit fungierte er zwischen 1962 und 1967 zugleich als Government Whip zudem als Parlamentarischer Geschäftsführer der regierenden INC-Fraktion. Nachdem er 1969 den INC verlassen hatte, schloss er sich dessen Abspaltung Indian National Congress (Organisation) (INC(O)) unter Morarji Desai an. In der Folgezeit war er zwischen 1969 und 1972 Sekretär des Komitees des Indian National Congress (Organisation) in dem in Tamil Nadu umbenannten Bundesstaat Madras sowie daraufhin von 1972 bis 1977 Präsident des Komitees des INC(O) in Tamil Nadu. Zugleich übernahm er nach dem Tode von K. Kamaraj 1975 eine führende Position innerhalb des gesamtindischen INC(O).
Am 23. Januar 1977 wurde P. Ramachandran Mitglied der aus dem INC(O) und anderen Parteien neu gegründeten Janata Party (JNP). Bei der Wahl vom 16. bis 20. März 1977 wurde er als Kandidat der JNP in dem in Tamil Nadu gelegenen Wahlkreis Madras Central zum Mitglied der Lok Sabha, des Unterhauses des Parlaments (Bhāratīya Sansad), gewählt und gehörte dieser bis zur Wahl am 3. und 6. Januar 1980 an. Nach der Wahl wurde er am 26. März 1977 als Energieminister in das Kabinett Desai berufen und bekleidete dieses Ministeramt bis zum 28. Juli 1979. Nach dem Ende der Amtszeit der Regierung Desai wurde er 1979 Mitglied der von Indira Gandhi geführten INC(I) sowie 1980 Vorsitzender der Food Corporation of India, eine staatliche Gesellschaft für die Ernährungssicherung Indiens.
Als Nachfolger von Jothi Venkatachalam übernahm er am 27. Oktober 1982 den Posten als Gouverneur von Kerala und hatte dieses Amt bis zum 22. Februar 1988 inne, woraufhin Ram Dulari Sinha ihn ablöste. Aus seiner im Juni 1949 geschlossenen Ehe mit Lakshmi gingen ein Sohn sowie zwei Töchter hervor.